# ۳۳ (میلادی)
۳۳ (میلادی) سی و سومین سال تقویم میلادی است.

## رویدادها
بر اساس تاریخ
- ۳ آوریل - طبق روایت کالین هامفری، شام آخر عیسی ناصری برگزار می‌شود.[۱][۲]

بر اساس مکان
امپراتوری روم
- امپراتور تیبریوس یک بانک اعتباری در رم تأسیس کرد.[۳]
- بحران مالی رم را فرا گرفت[۴]به دلیل سیاست‌های مالی نامناسب. ارزش زمین کاهش و اعتبار افزایش می‌یابد. این اقدامات منجر به کمبود پول، بحران اعتماد و سفته‌بازی زیاد در زمین می‌شود. قربانیان اصلی سناتورها، شوالیه‌ها و ثروتمندان هستند. بسیاری از خانواده‌های اشرافی نابود می‌شوند.

چین
- اگرچه غصب وانگ مانگ و شورش چیمئی پشت سر گذاشته شده است، امپراتور گوانگ‌وو اکنون با تهدید جدیدی برای سلسله هان روبرو است: شورش گونگ‌سون شو در استان سیچوان. نیروهای دریایی گونگ‌سون در برابر ژنرال هان، چن پنگ، ناموفق هستند، بنابراین گونگ‌سون تصمیم می‌گیرد با مسدود کردن کل رودخانه یانگ تسه با یک پل شناور بزرگ، به همراه پست‌های مستحکم شناور، موقعیت خود را تقویت کند. پس از اینکه چن پنگ قادر به شکستن پل نشد، چندین "کشتی قلعه‌ای" با استحکامات بلند و کشتی‌های تهاجمی معروف به "شلیک‌کننده‌های تصادمی" می‌سازد که خطوط گونگ‌سون را می‌شکنند و به چن اجازه می‌دهند شورش خود را سرکوب کند. گونگ‌سون شو سه سال بعد کاملاً شکست خورد.[۵]

## زادگان
- گایوس روبلیوس پلاتوس، پسر گایوس روبلیوس بلاندوس و جولیا لیویا (نوه تیبریوس) (متوفی 62 پس از میلاد)

## درگذشتگان
- آگریپینا بزرگ، دختر مارکوس ویپسانیوس آگریپا، همسر ژرمانیکوس (خودکشی از گرسنگی؛[۶] متولد حدود ۱۴ پیش از میلاد)
- دروسوس سزار، پسر ژرمنیکوس و آگریپینا بزرگ، پسرخوانده تیبریوس (گرسنگی؛ متولد 8 پس از میلاد)[۷]
- گایوس آسینیوس گالوس، بیوه ویپسانیا آگریپینا و ادعایی عاشق آگریپینا بزرگ (گرسنگی)[۸]
- لوسیوس آلیوس لارنیا، کنسول روم، فرماندار و پرفکتوس اربی در روم (علل طبیعی؛ متولد حدود 45 ق.م.)
- مارکوس آمیلیوس لپیدوس، کنسول روم و پدرزن دروس سزار (علل طبیعی؛ متولد حدود 30 قبل از میلاد)[۹]
- مارکوس کوکیوس نروا، حقوقدان رومی (خودکشی با گرسنگی؛ متولد حدود 5 قبل از میلاد)
- موناتیا پلانسینا، همسر گنائوس کالپورنیوس پیسو (خودکشی)

## منایع
1. ↑  «amazon.com». صص. ۷۷_۱۸۹.
2. ↑  «Jesus Christ's Last Supper 'was on a Wednesday'» (به انگلیسی). BBC News. ۲۰۱۱-۰۴-۱۸. دریافت‌شده در ۲۰۲۵-۰۷-۲۶.
3. ↑  «books.google.com». ص. ۲۳۸.
4. ↑  Thornton, M. K.; Thornton, R. L. (1990). "The Financial Crisis of A.D. 33: A Keynesian Depression?". The Journal of Economic History. 50 (3): 655–662. ISSN 0022-0507.
5. ↑  «amazon.com». صص. ۲۳۶_۲۵۸.
6. ↑  «books.google.com». ص. ۳.
7. ↑  «books.google.com». ص. ۱۲۲.
8. ↑  «books.google.com». ص. ۶۰.
9. ↑  «books.google.com». ص. ۱۶۶.